# Drake Von
Drake Von, znany również jako Drake Yuri (ur. 8 listopada 2002) – amerykański aktor filmów pornograficznych.

## Życiorys
Jego bratem bliźniakiem jest Silas Brooks, również aktor filmów pornograficznych, z którym występował pod nazwą Baconator Twins. 
Przed rozpoczęciem kariery w branży pornograficznej prowadził konto na platformie YouTube, na którym publikował filmiki o sztuce 3D. Jako aktor porno zadebiutował w 2021, niedługo po skończeniu 18 lat. Zadebiutował w pornograficznej serii Military Classified, później zaczął występować również w filmach realizowanych przez: ChaosMen.com, ColbyKnox, Men.com, Next Door Studios, Falcon Studios, HotHouse.com i Naked Sword. Tworzy również materiały erotyczne na własne kanały na platformach: Twitter/X (jego profil obserwuje ponad 1 mln osób) i OnlyFans. Choć jest heteroseksualny, to występuje w gejowskich filmach porno dla pieniędzy, poza tym pojawia się w heteroseksualnych i biseksualnych scenach.
Według redakcji portalu Str8UpGayPorn.com w 2023 zajął 19. miejsce w zestawieniu najczęściej wyszukiwanych w sieci gwiazd gejowskiego porno w rankingu redakcji i 10. miejsce w rankingu debiutantów w gejowskim porno. Również w 2023 otrzymał Fleshbot Award dla najlepszego „twinka”. W 2024 na gali rozdania GayVN Awards otrzymał nagrodę fanów w kategoriach: ulubiony „twink” i ulubiony penis, poza tym był nominowany do zdobycia nagród w jeszcze sześciu kategoriach. W styczniu 2025 otrzymał GayVN Award w kategoriach: ulubiony „twink” i najgorętsza współpraca męskich twórców (ang. Hottest All-Male Creator Collab).
Mieszka w Las Vegas.